# Łubianki
Łubianki – kolonia w Polsce, położona w województwie mazowieckim, w powiecie sokołowskim, w gminie Sokołów Podlaski.
W latach 1934–59 w granicach Sokołowa Podlaskiego.
1 lipca 1987 znaczną część wsi Łubianki (100,05 ha) włączono z powrotem do Sokołowa Podlaskiego.
W latach 1975–1998 miejscowość administracyjnie należała do województwa siedleckiego.
Wierni kościoła rzymskokatolickiego należą do parafii Niepokalanego Serca Najświętszej Maryi Panny w Sokołowie Podlaskim